# Simon Ward (acteur britannique)
Pour les articles homonymes, voir Simon Ward.
Simon Ward, né le 16 octobre 1941 à Beckenham à Londres, (Royaume-Uni) et mort le 20 juillet 2012, est un acteur britannique. Il est le père de l'actrice Sophie Ward.

## Biographie
Simon Ward est né à Beckenham dans le Kent, près de Londres, et est le fils d'un concessionnaire automobile. Dès son jeune âge, il voulait être acteur. Il a fait ses études à l'école Alleyn à Londres. Puis, il a rejoint la maison du Théâtre national de la jeunesse, à l'âge de 13 ans et y est resté pendant huit ans. Formé à la Royal Academy of Dramatic Arts, il fait ses débuts professionnels sur scène à Northampton en 1963. Après la Royal Academy, il a beaucoup travaillé à Northampton, à Birmingham et à Oxford et occasionnellement dans le West End de Londres.

## Filmographie

### Aucinéma
- 1968 : If.... : écolier
- 1969 : I Start Counting : conducteur du bus
- 1969 : Le Retour de Frankenstein (Frankenstein Must Be Destroyed) : Dr. Karl Holst
- 1971 : Quest for Love : Jeremy
- 1972 : Les Griffes du lion (Young Winston) : Winston Churchill
- 1973 : Les Dix Derniers Jours d'Hitler (Hitler: The Last Ten Days) : capitaine Hoffman
- 1973 : Les Trois Mousquetaires (The Three Musketeers) : Duc de Buckingham
- 1974 : Mortelle rencontre (Deadly Strangers) : Stephen Slade
- 1974 : Dracula et ses femmes vampires (Dracula) : Arthur Holmwood
- 1974 : On l'appelait Milady (The Four Musketeers) : Duc de Buckingham
- 1975 : All Creatures Great and Small : James Herriot
- 1975 : Children of Rage : Yaacov
- 1976 : Le Tigre du ciel (Aces High) : lieutenant Crawford
- 1977 : Holocauste 2000 : Angel Caine
- 1977 : Die Standarte : Herbert Menis
- 1979 : Dominique : Tony Calvert
- 1979 : L'Ultime Attaque (Zulu Dawn) de Douglas Hickox : lieutenant William Vereker
- 1979 : Sabina (La Sabina) : Philip
- 1980 : Le Club des monstres (The Monster Club) : George, le petit ami d'Angela
- 1980 : The Rear Column : Ward
- 1984 : L'Étincelle : Mike
- 1984 : Supergirl : Zor-El
- 1986 : Souvenirs secrets (Leave All Fair) : John (jeune)
- 1992 : Double X: The Name of the Game : Edward Ross
- 1992 : Les Hauts de Hurlevent : M. Linton

### À latélévision

#### Série télévisée
- 1966 : The Wednesday Play : John Hardie (Saison 1, épisode 47)
- 1967-1968 : Jackanory : le narrateur
- 1968 : The Wednesday Play : Donald Clenham (Saison 1, épisode 121)
- 1970 : The Misfit : Ted Allenby-Johnson (Saison 1, épisode 1)
- 1970 : The Black Tulip : Cornelius Van Bearle
- 1970 : Roads to Freedom : Philippe (Saison 1, épisodes 8 et 9)
- 1972 : No Exit : Mark Gray (Saison 1, épisode 3)
- 1973 : Great Mysteries : Stephen Barrow (Saison 1, épisode 2)
- 1975 : BBC2 Playhouse (Saison 2, épisode 1)
- 1981 : Diamonds : Bernard de Haan
- 1982 : An Inspector Calls : Gerald Croft
- 1984 : Allô Béatrice : Archibald (Saison, épisode 6)
- 1988 : A Taste for Death : Stephen Lampart
- 1989 : Le Tour du monde en quatre-vingts jours (Around the World in 80 Days) : Flannigan
- 1992 : Règles de l'art (Lovejoy) : Edward Brooksby (Saison 3, épisodes 12 et 13)
- 1994 : Kurtulus : Winston Churchill
- 1996 : Ruth Rendell: The Strawberry Tree : Will Harvey
- 2005 : Family Affairs : M. Lee
- 2006 : Heartbeat : Maxwell Hamilton (Saison 15, épisode 20)
- 2006-2007 : Judge John Deed : Sir Monty Everard
- 2009-2010 :  Les Tudors : Évêque Gardiner

#### Téléfilm
- 1966 : The Son (téléfilm) : Alain Malou
- 1973 : Dracula et ses femmes vampires : Arthur Holmwood
- 1975 : Valley Forge : Major Andre
- 1977 : Les Quatre Plumes blanches (en) (The Four Feathers) : William Trench
- 1979 : The Last Giraffe : Jock Leslie-Melville
- 1985 : Vendetta (The Corsican Brothers) : Chateau-Renaud
- 1996 : Challenge : le narrateur
- 2000 : Atrapa-la : Doug

## Distinctions

### Récompense
- 1973 : Evening Standard British Film Award du meilleur espoir masculin

### Nominations
- 1973 : BAFTA Film Award du meilleur espoir masculin
- 1973 : Golden Globe Award du meilleur espoir masculin